# Исландские дерновые дома

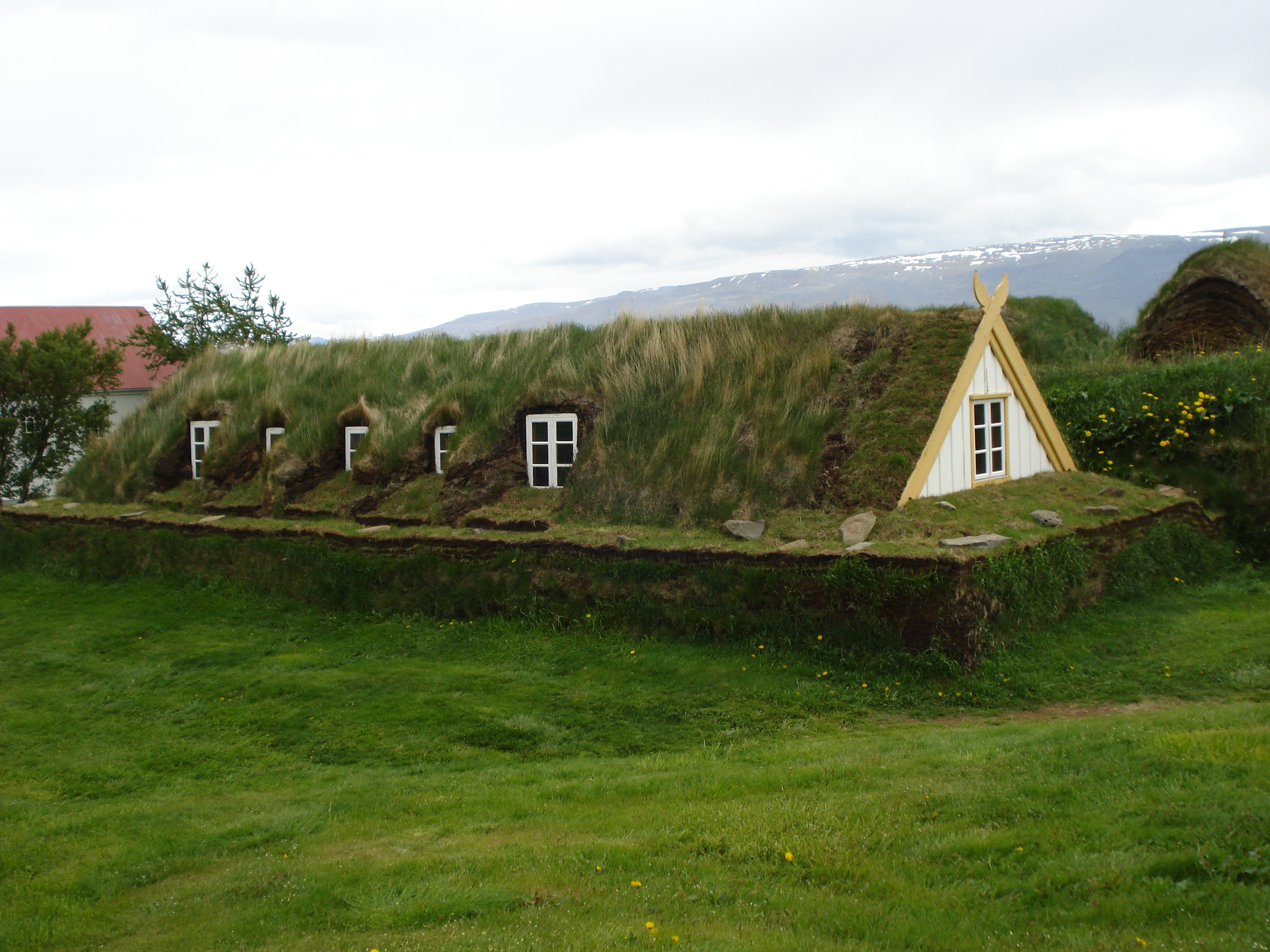
Дом, укрытый дёрном (с зелёной крышей), в городе Сёйдауркроукюр.

Исландские дерновые дома (исл. torfbæir; по своей конструкции — землянка либо полуземлянка) — издавна строились в Исландии ввиду сложного климата на острове и дефицита других строительных материалов, эффективно защищающих от холода.

## История
Такие дома использовались для жилья с IX века (со времени заселения Исландии) по середину XX века.
Переселившиеся на остров с материка викинги, строившие деревянные дома, быстро извели значительную часть лесов острова. Ныне Исландия небогата лесами, а те, что есть, состоят из берёзы, которая не очень хорошо подходит для строительства. Импортировать лес Исландия тоже не могла, так как не имела собственных судов достаточной грузоподъёмности.

## Конструкции

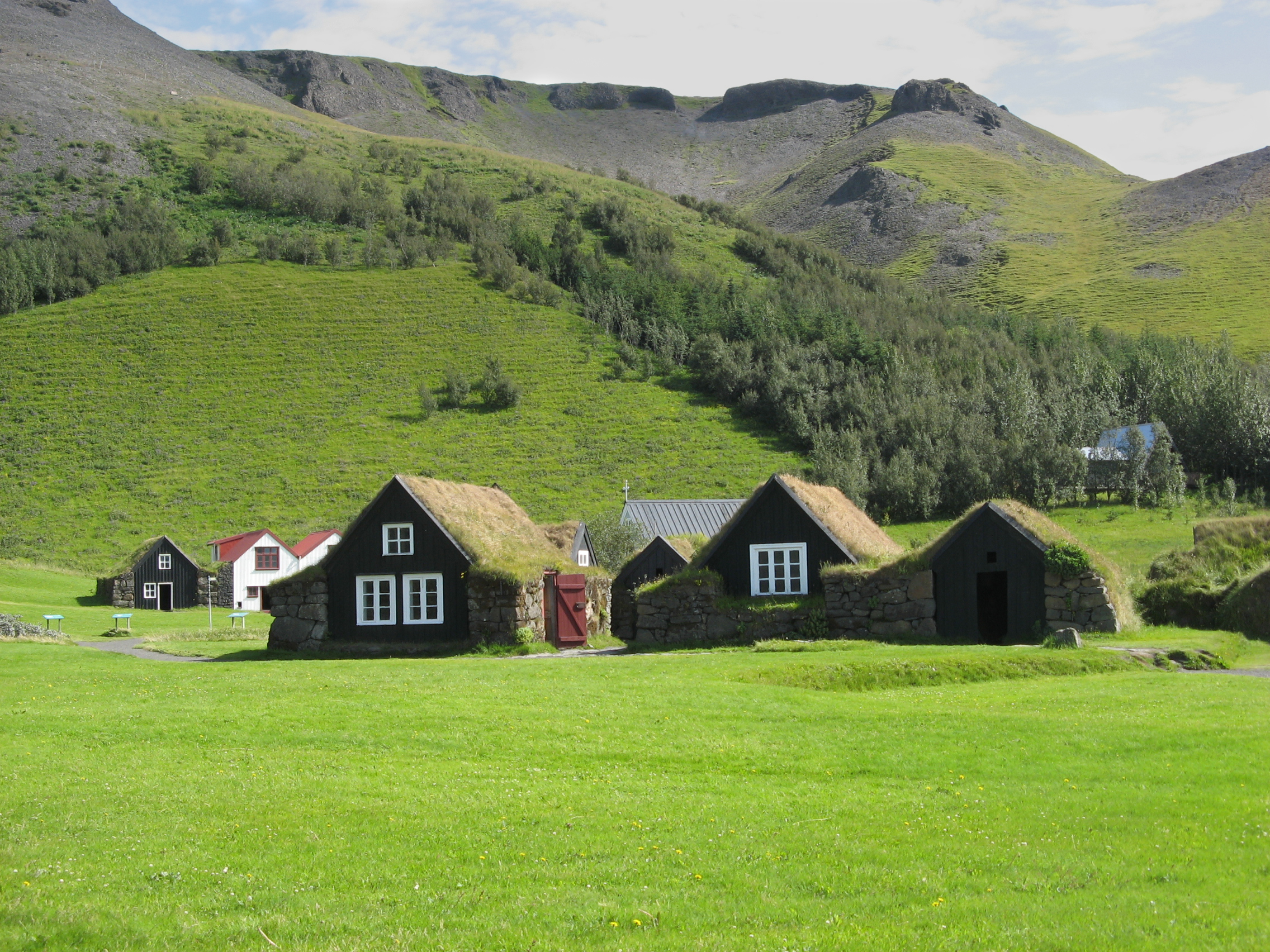
Современные дерновые дома

Дома строились по следующей технологии: на площадке выкладывался пол большими плоскими камнями. На них ставился деревянный каркас, который должен был нести нагрузку от дёрна. Этот каркас имел проёмы под окна и двери. Каркас обкладывался дёрном в несколько слоёв. Внутри дом имел несколько помещений. В самом большом помещении размещался очаг, в одном из помещений размещался домашний скот (причём пол в том помещении делался несколько ниже, таким образом использовалось и тепло животных). В XIV веке дома из дёрна претерпели эволюционное изменение — вместо одного большого дома стали строить несколько мелких, связанных между собой.
Дома из дёрна строились полузаглублёнными.
К недостаткам таких домов, в первую очередь, можно отнести высокую влажность.

## Галерея
В 2011 году Национальный музей Исландии вошёл в традицию строительства торфа и 14 сохранившихся объектов в информационном списке с намерением войти в список всемирного наследия ЮНЕСКО.

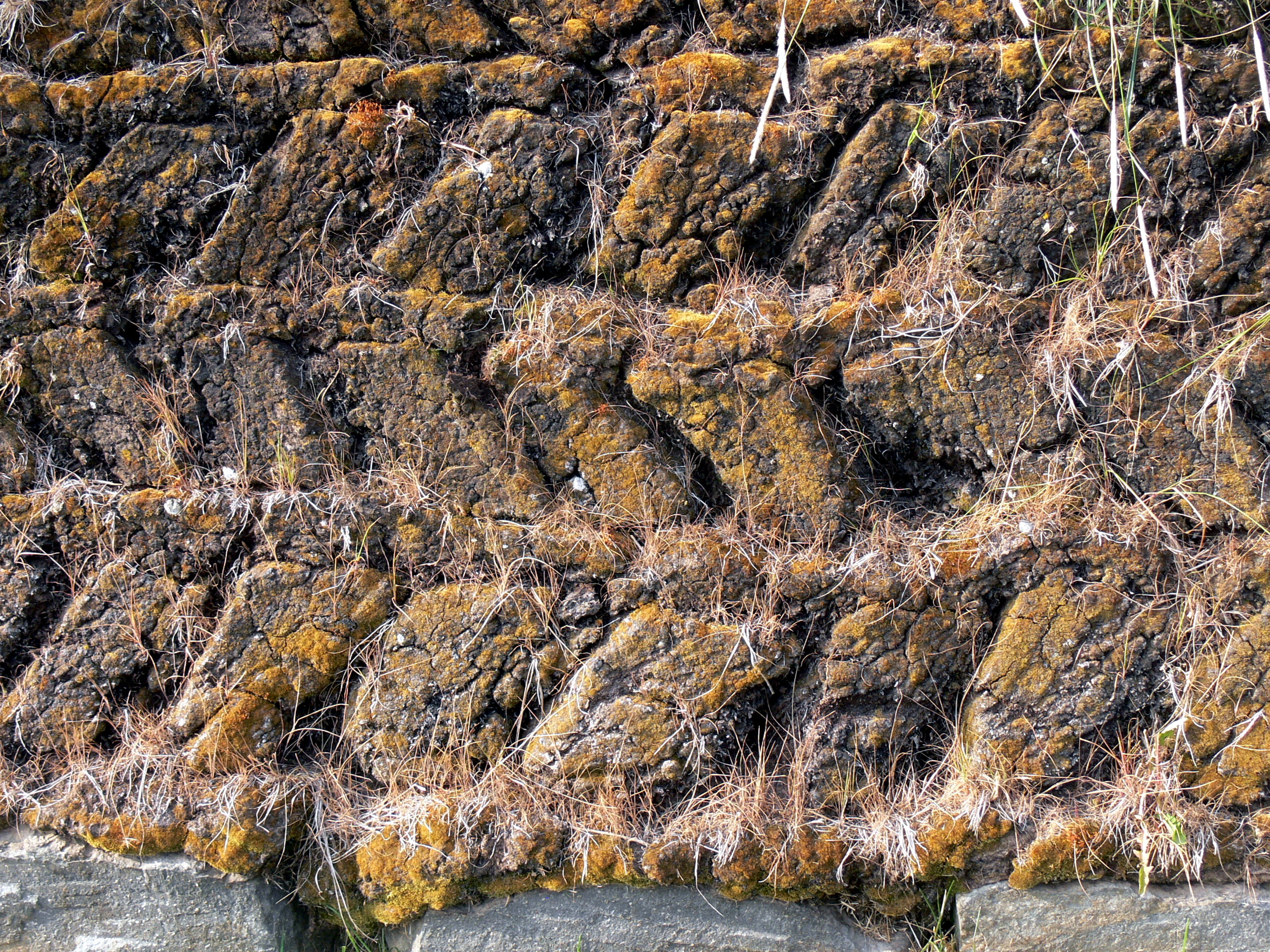
Один из способов укладки торфяных блоков в стену
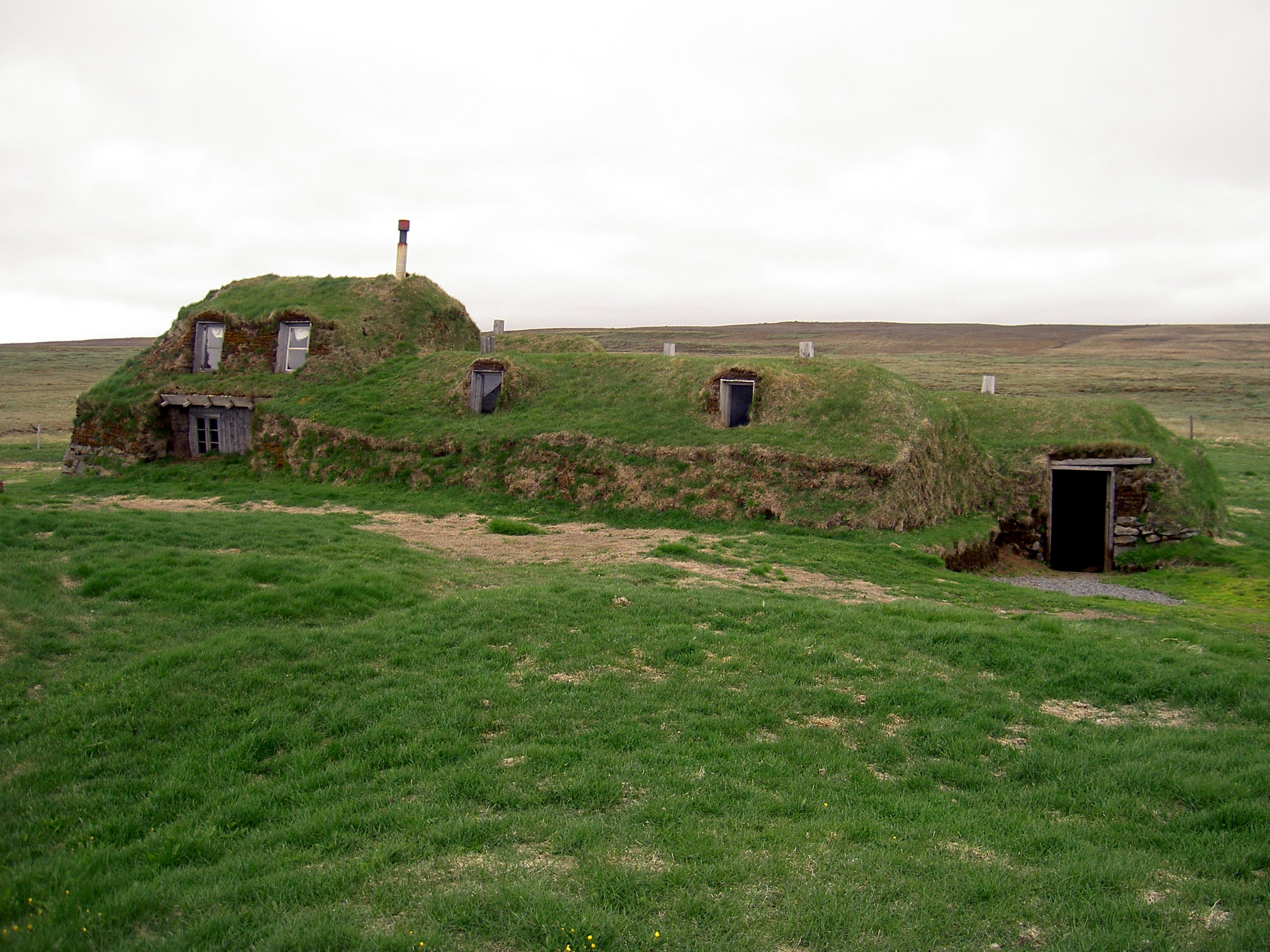
Длинный дом
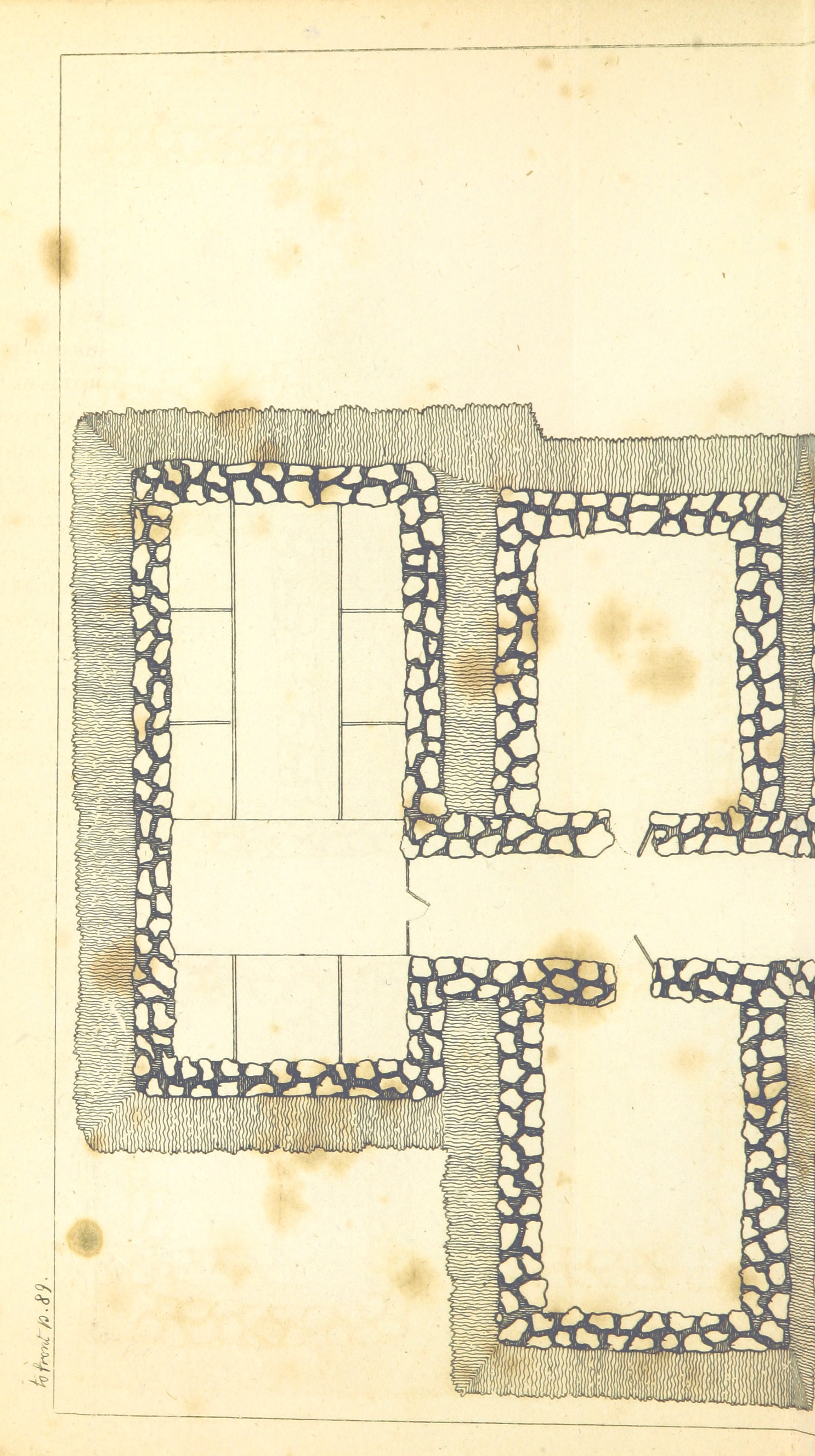
Карта Дома Гангабер
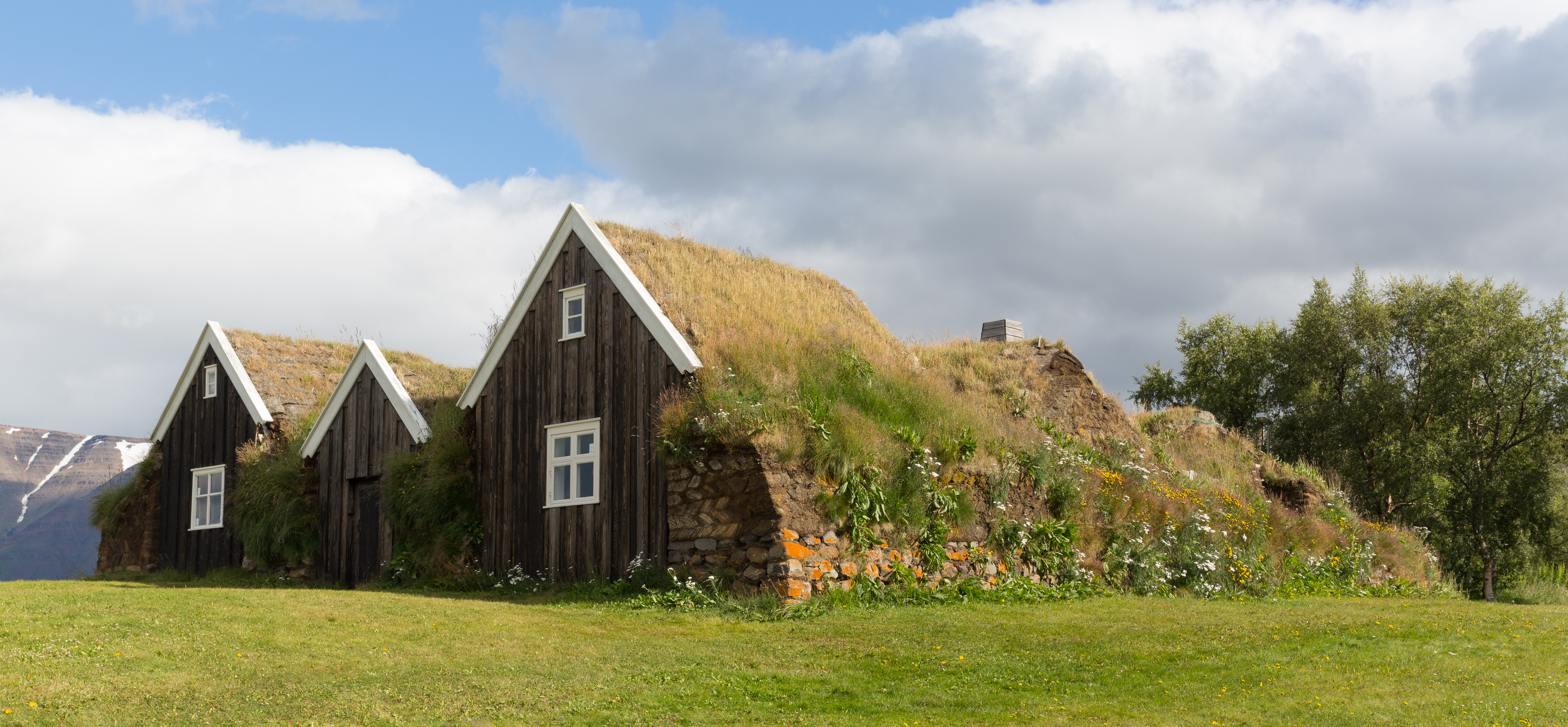
Дом
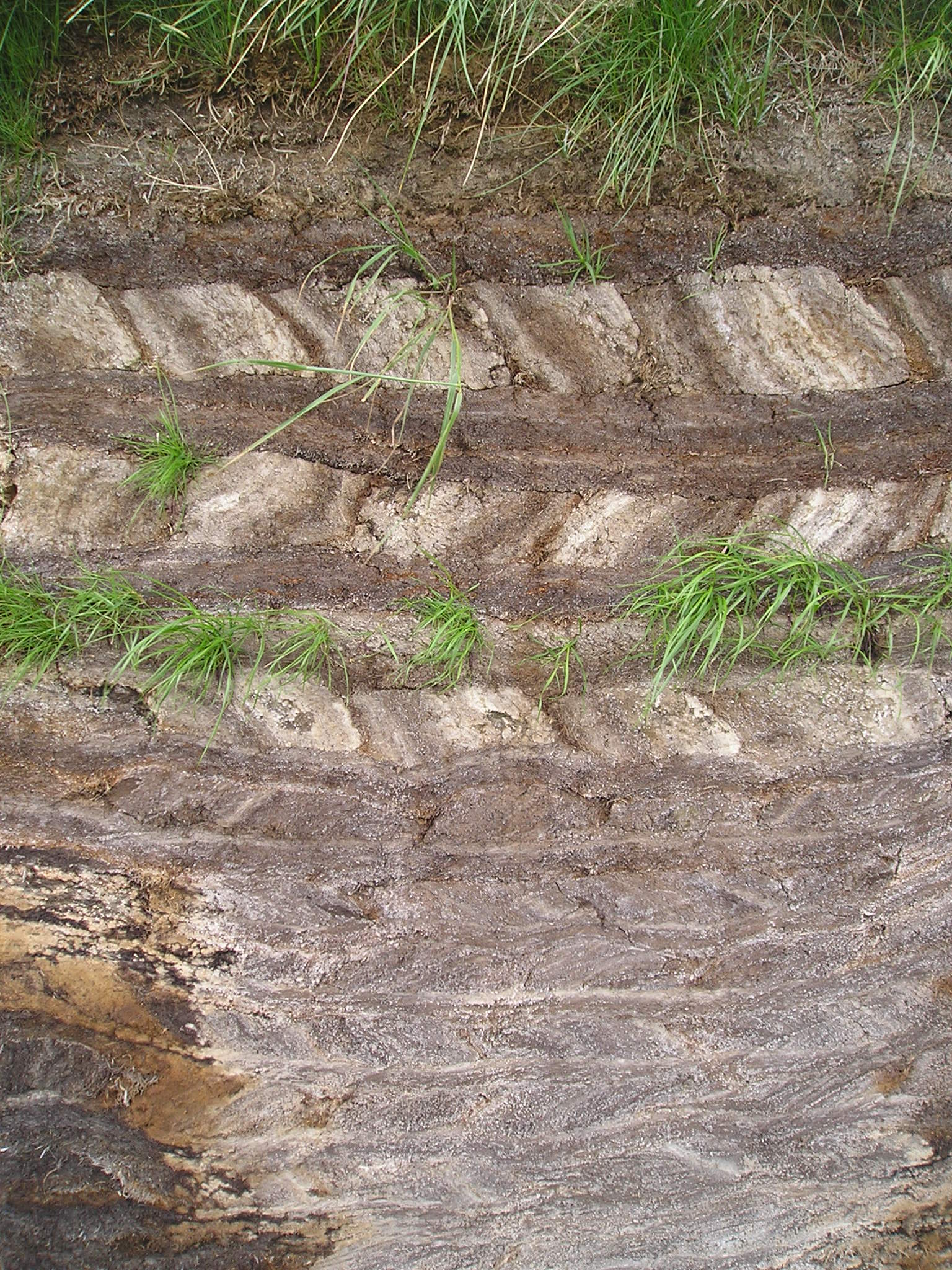
Различные способы укладки торфяных блоков в стену
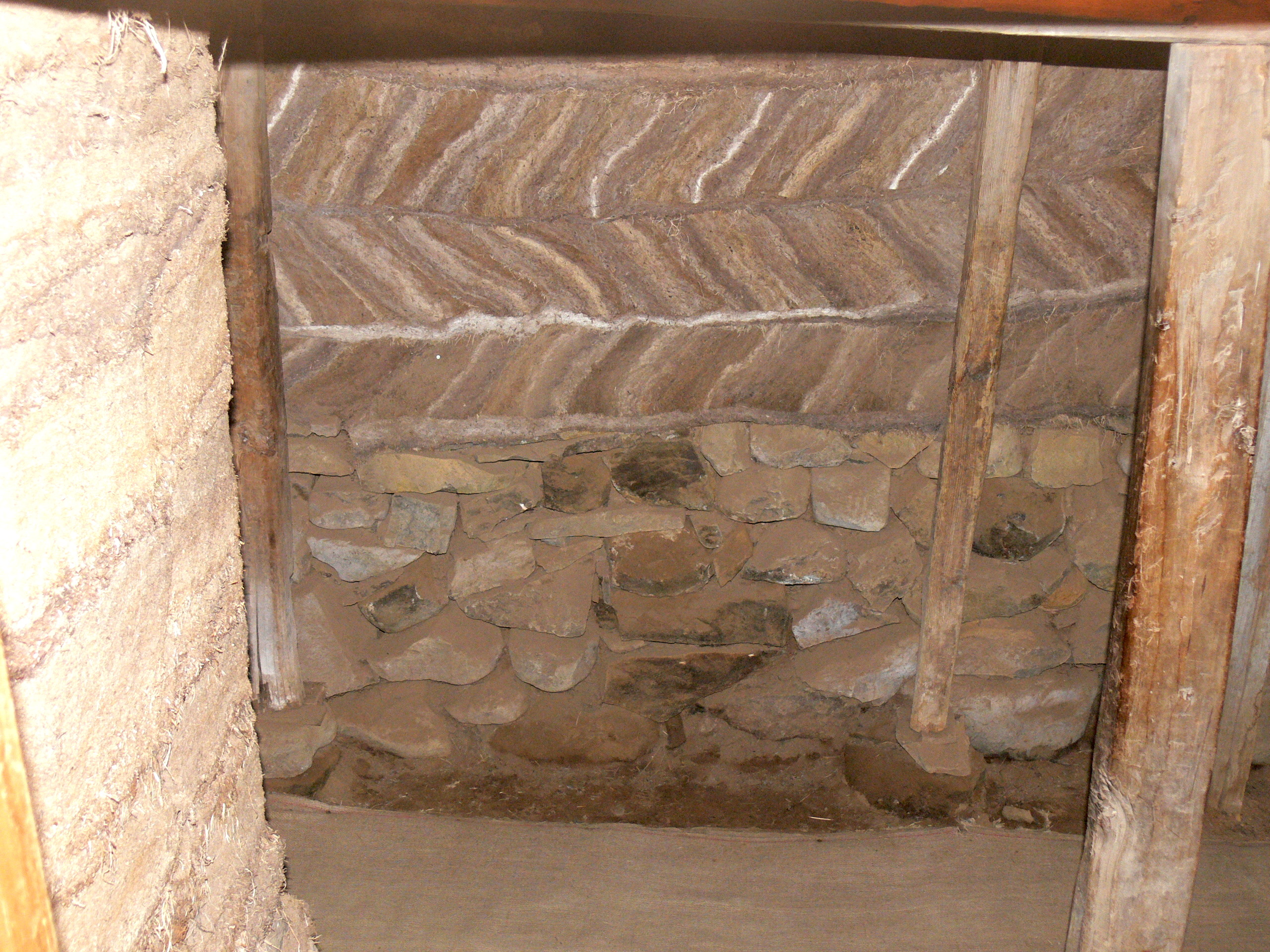
Стена из торфа и камней
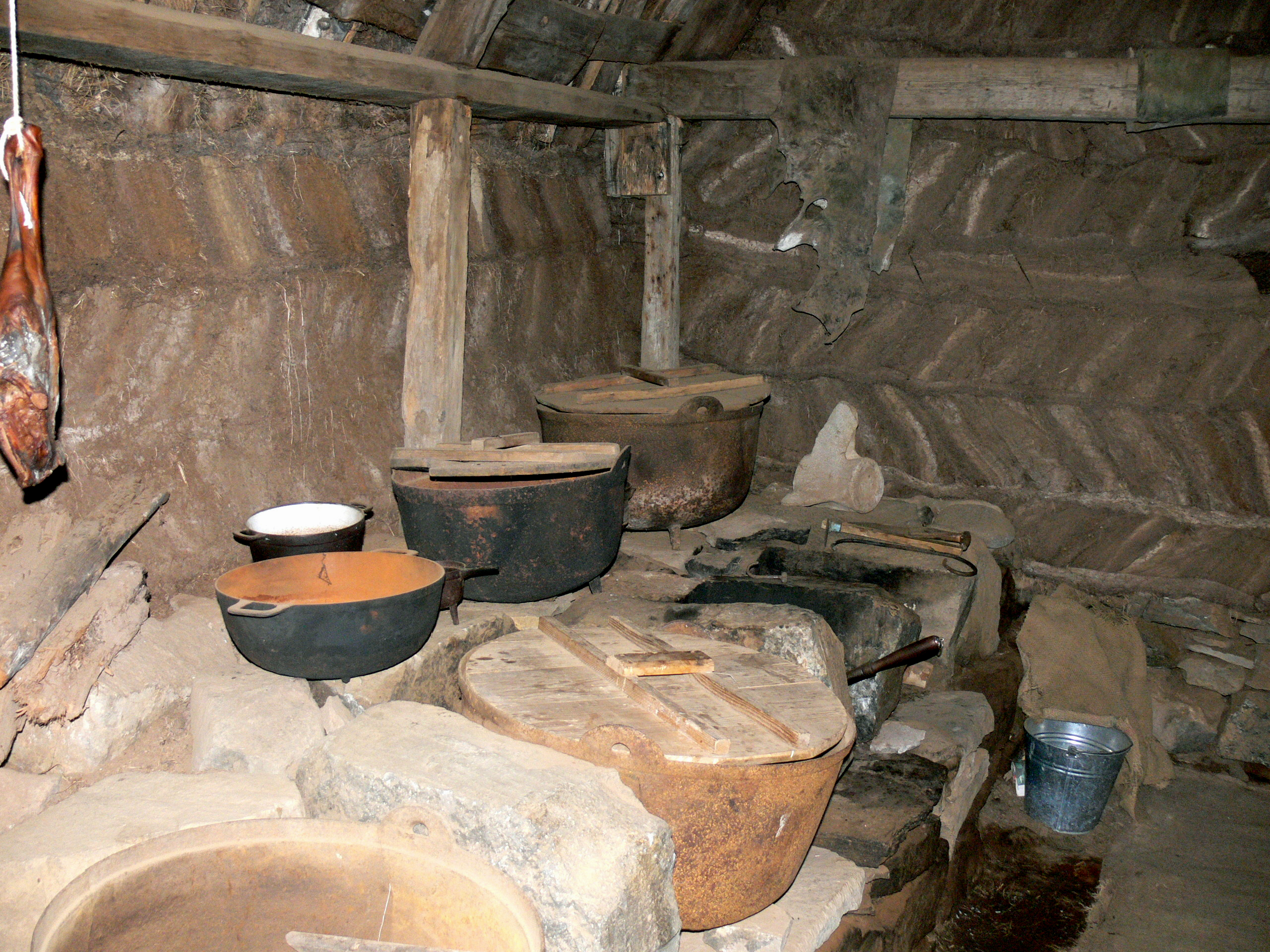
Стены с видимой деревянной структурой
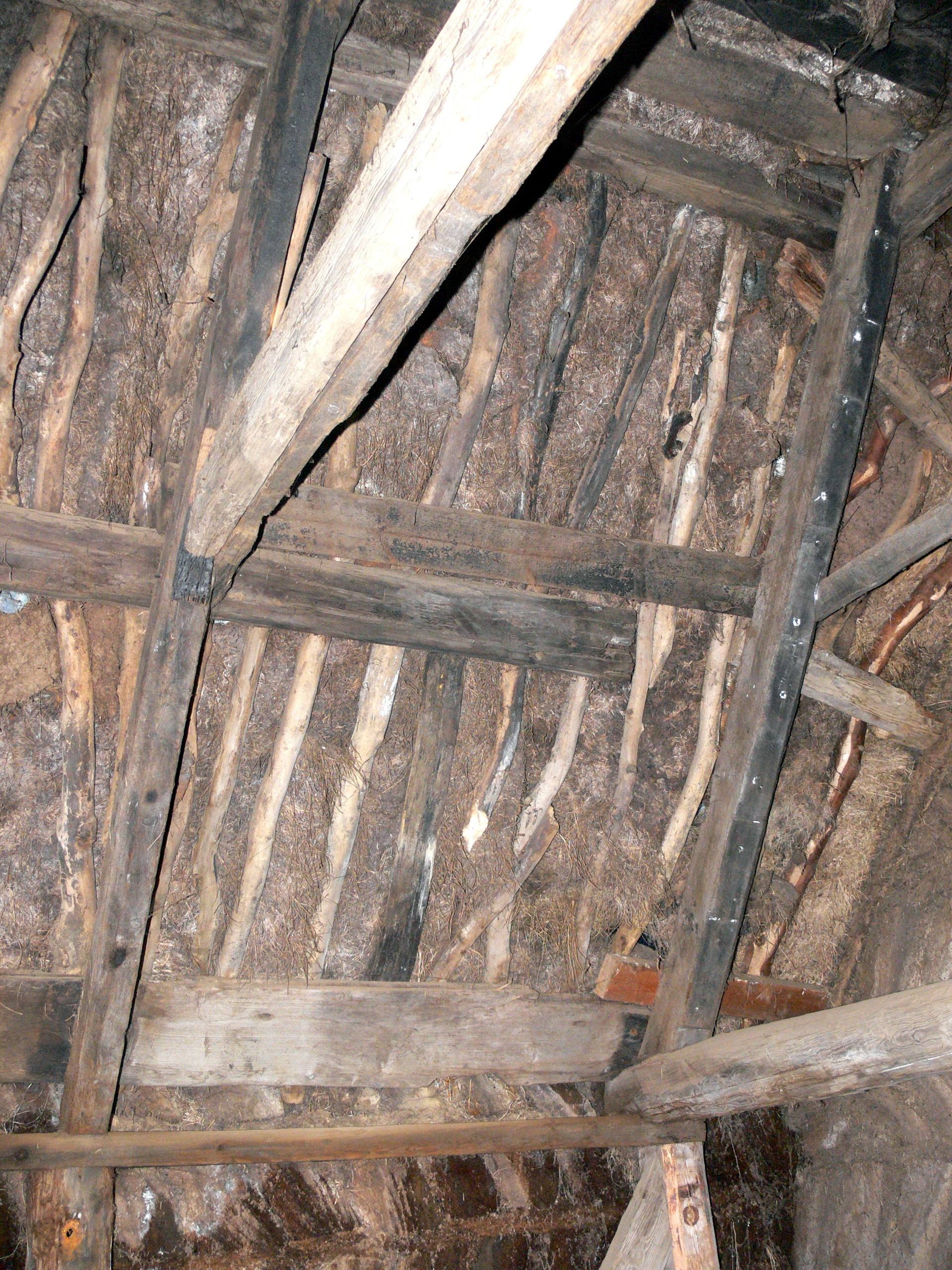
Вид крыши изнутри
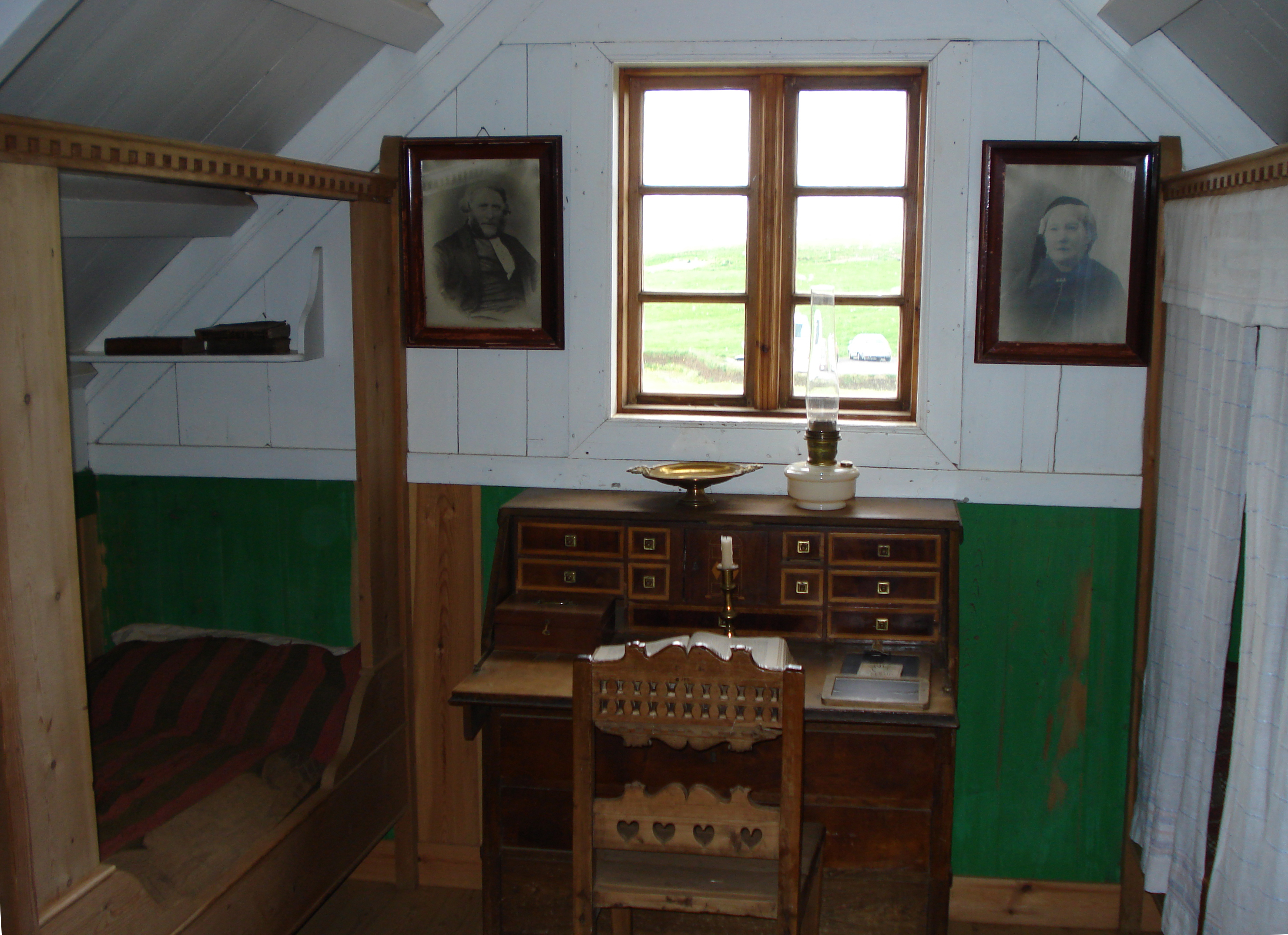
Интерьер дернового дома, музей Glaumbær
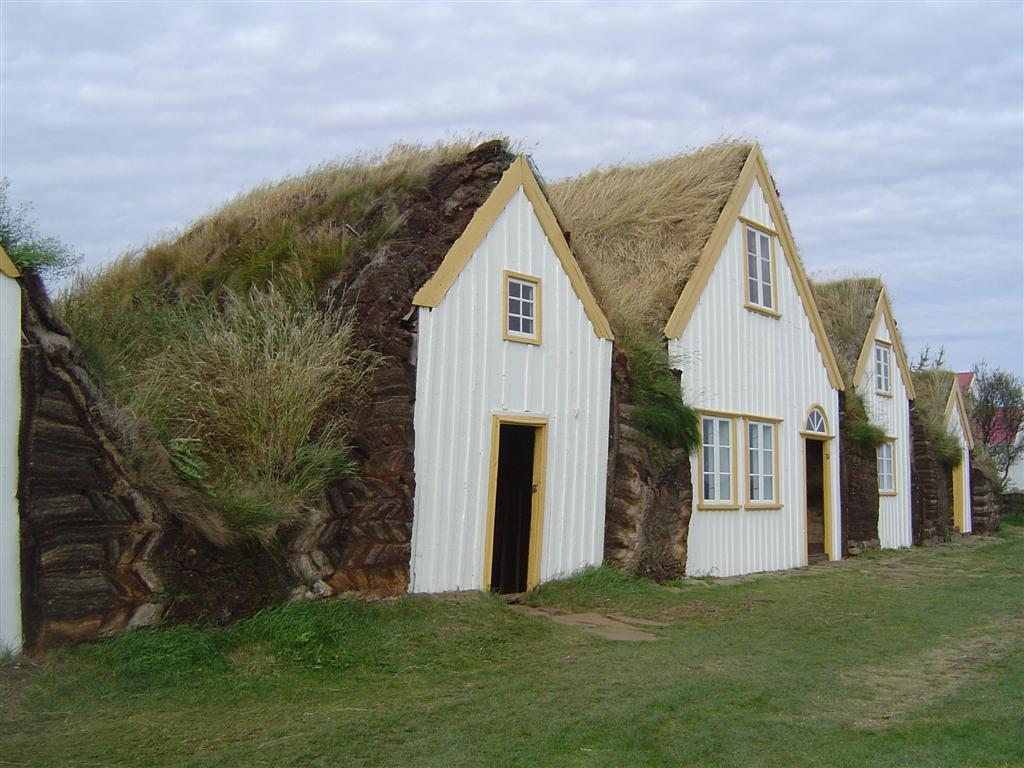
Газонные дома в стиле бурстабер в Глаумбере
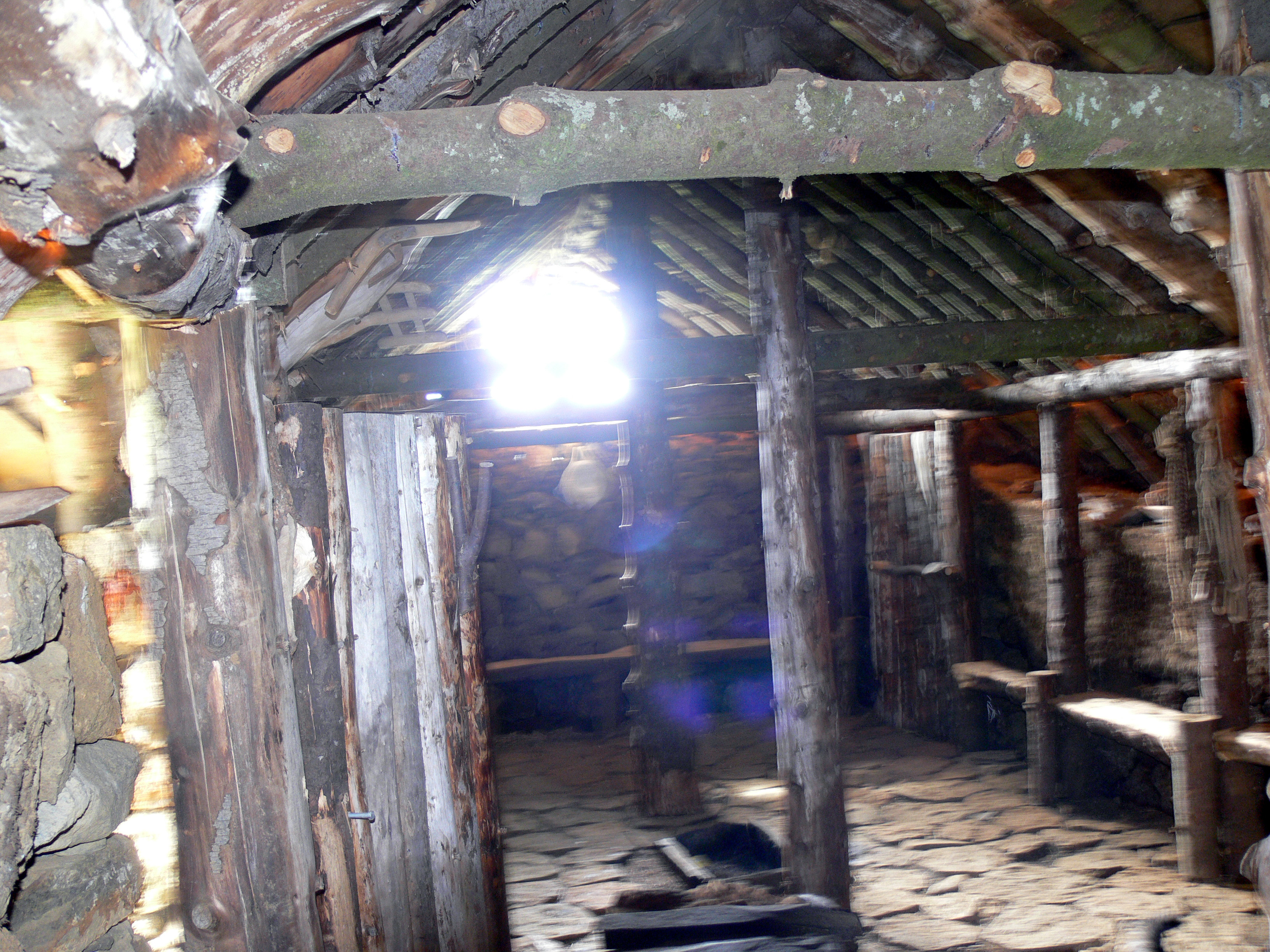
Интерьер реконструированного газона во Фьётшлиде[англ.]